# وادي يسر
وادي يسر، هو مجرى مائي ينبع من التيطري ويسري في منطقة القبائل ليصب في البحر الأبيض المتوسط مرورا بولايات المدية والبويرة وبومرداس.

## الروافد
تصب في مجرى وادي يسر العديد من الروافد على امتداد مساره، منها:
- وادي الجمعة
- وادي عربية
- وادي منايل
- وادي شندر

## المسار
يمر «وادي يسر» عبر ثلاث ولايات جزائرية ساحلية في التيطري ومنطقة القبائل.
| رقم | ولاية المدية | ولاية البويرة | ولاية بومرداس |
| --- | ------------ | ------------- | ------------- |
| 01  | خمس جوامع    | قرومة         | عمال          |
| 02  | بوسكن        | الزبربر       | بني عمران     |
| 03  | سيدي نعمان   | معالة         | سوق الحد      |
| 04  | بوشراحيل     | الجباحية      | الثنية        |
| 05  | بني سليمان   | عمر           | سي مصطفى      |
| 06  | سيدي الربيع  | قادرية        | يسر           |
| 07  | مزغنة        | الأخضرية      | برج منايل     |
| 08  | تابلاط       |               | لقاطة         |
| 09  | ميهوب        |               | جنات          |

## السدود
يمر «وادي يسر» عبر العديد من السدود منها.
| رقم | ولاية المدية  | ولاية البويرة  | ولاية بومرداس |
| --- | ------------- | -------------- | ------------- |
| 01  | سد بني سليمان | سد كدية أسردون | سد بني عمران  |

## الطرق الوطنية
يتقاطع «وادي يسر» مع العديد من الطرق الوطنية أثناء عبوره.
| رقم | ولاية المدية         | ولاية البويرة         | ولاية بومرداس         |
| --- | -------------------- | --------------------- | --------------------- |
| 01  | الطريق الوطني رقم 8  | طريق وطني 5 (الجزائر) | طريق وطني 5 (الجزائر) |
| 02  | الطريق الوطني رقم 18 | الطريق الوطني رقم 25  | الطريق الوطني رقم 12  |
| 03  | الطريق الوطني رقم 62 | الطريق السيار شرق-غرب | الطريق الوطني رقم 24  |
| 04  | الطريق الوطني رقم 64 |                       | الطريق الوطني رقم 68  |

## مكتبة الصور

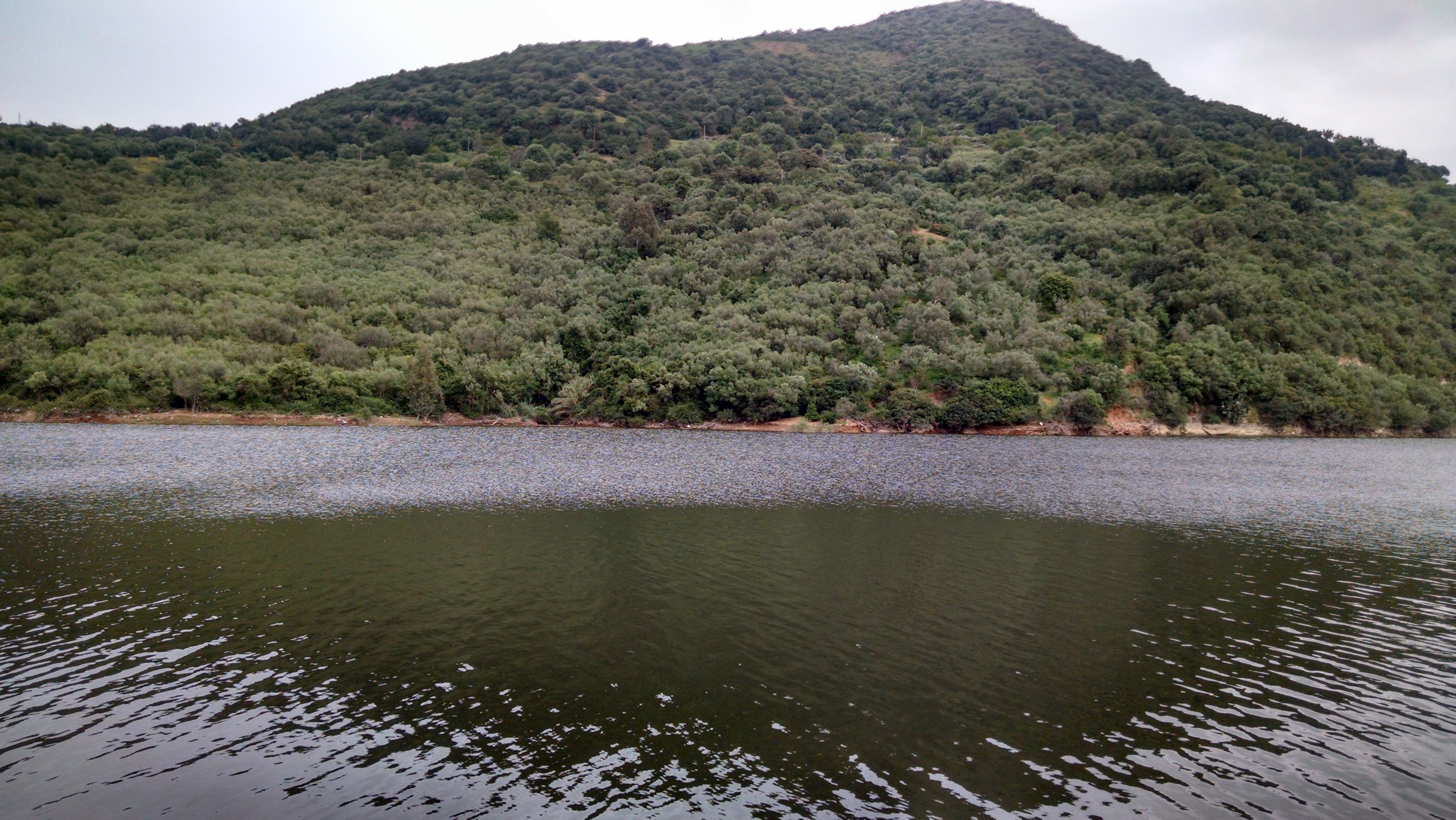
سد بني عمران
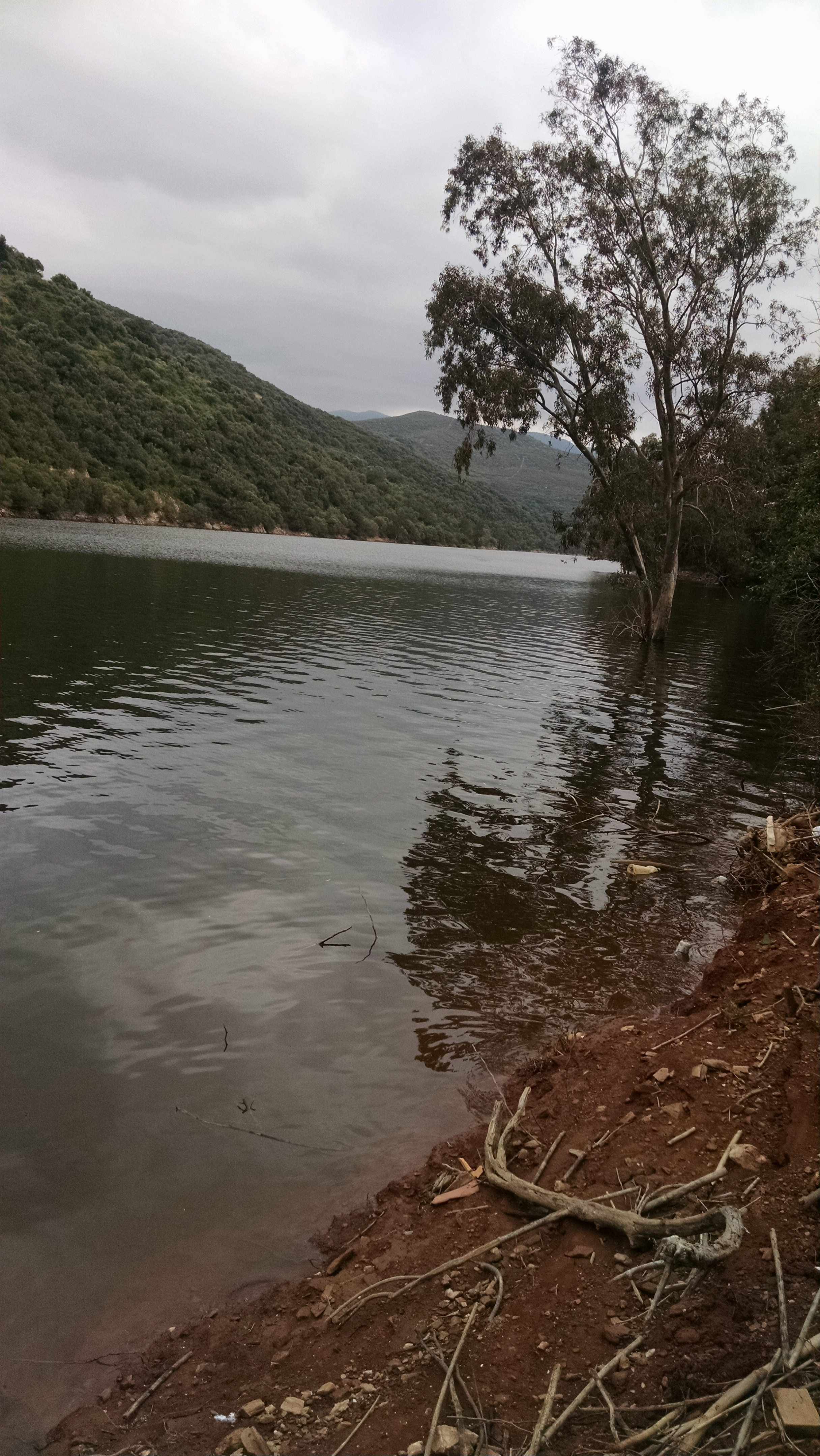
سد بني عمران
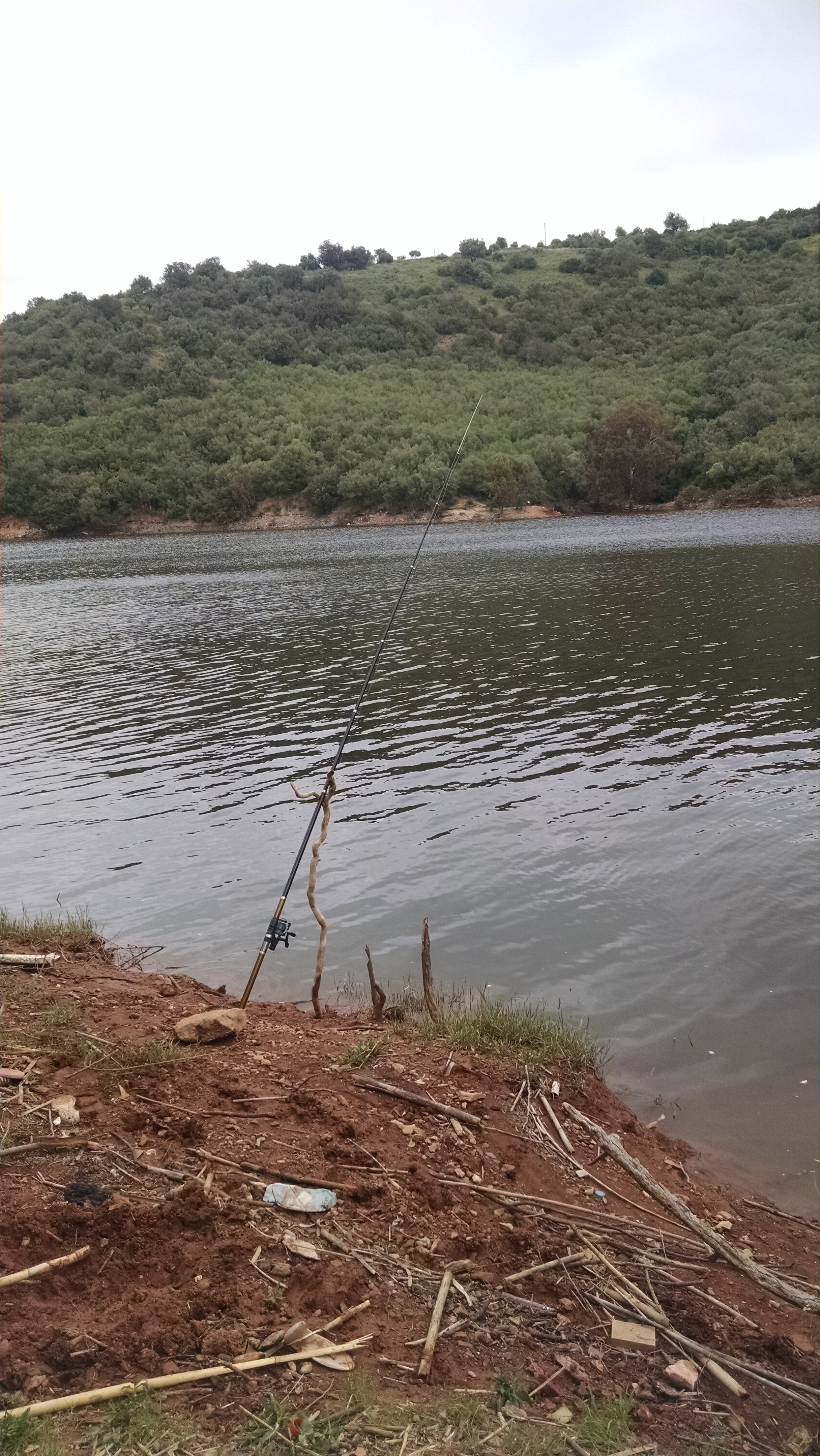
سد بني عمران
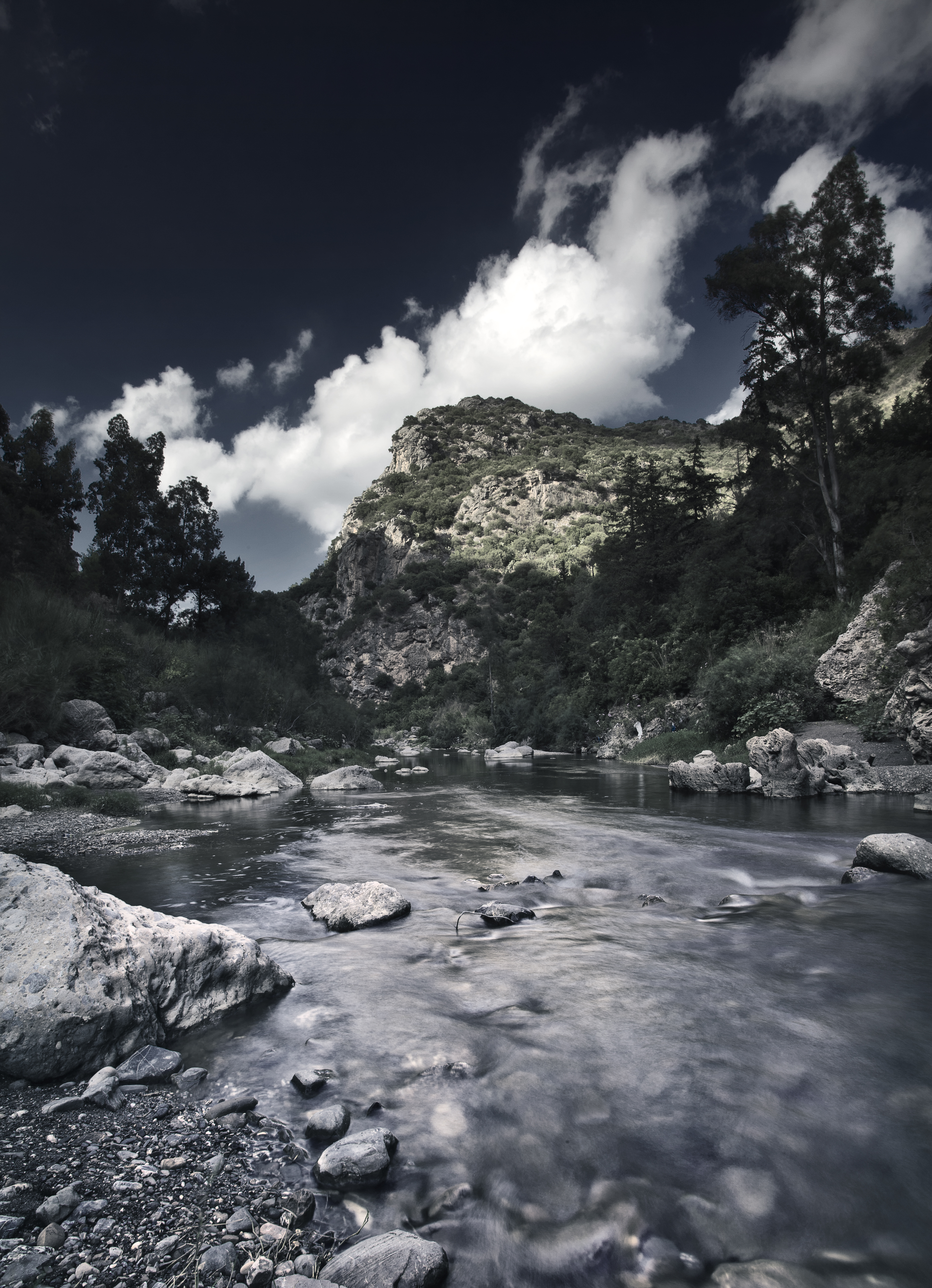
مجرى وادي يسر
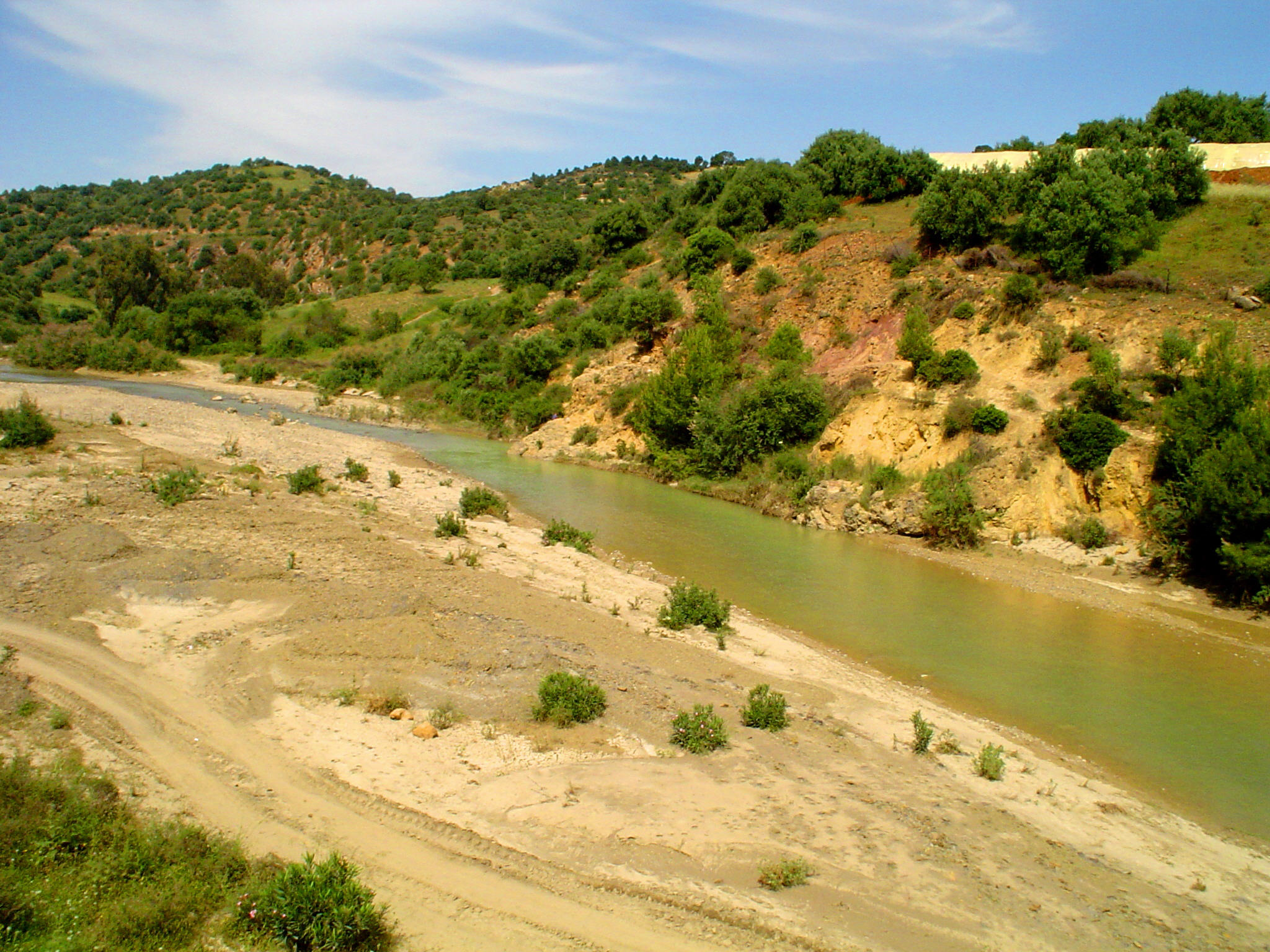
مجرى وادي يسر

### مواضيع ذات صلة
- المجاري المائية في الجزائر
- قائمة أنهار الجزائر
- وزارة الموارد المائية الجزائرية
- نظام مائي للوديان
- نظام مطري للوديان
- الأطلس التلي
- التيطري
- الخشنة
- ولاية المدية
- ولاية البويرة
- ولاية بومرداس
- قائمة شواطئ الجزائر
- قائمة شواطئ العالم
- السياحة في الجزائر
- قائمة أهم المعالم السياحية في العالم

### وصلات خارجية
- وكالة حماية ساحل ولاية الجزائر
- وزارة الموارد المائية الجزائرية

### فيديوهات
- روبورتاج وكالة الأنباء الجزائرية حول وادي الحراش على يوتيوب.